# 65型魚雷
65型魚雷「鯨」式，是蘇聯70年代起研發的超重型魚雷，直徑達650mm，為了抵銷美軍在航母與巡洋艦上的艦隊優勢，蘇聯選擇了非對稱的戰法著重於大型潜艇與大型魚雷的投資，65型便時這時代背景下的產物。該魚雷能裝核武彈頭攻擊艦隊或沿海城市，所以最早版本甚至沒有導引能力只能直線前進。
直到21世紀依然為颱風級核潛艇、阿庫拉級核潛艇、奧斯卡級核潛艇的主力武器。

## 型號
- 65-73 早期1973少量服役型, 無導引能力.  20 kt 核彈頭。[2]
- 65-76 Kit（俄語：Кит），1976量產版。
  - DT 長度 11 m.，重4,500 kg，彈頭重達 450 kg炸藥。
  - DST92  長度 11 m，重 4,750 kg，彈頭升級重達 557 kg，有限導引能力，可潛深20m使用自帶聲納追蹤海面船艦。
- 65-76A Kit 100 km射程最新版本，俄羅斯現役。[3]

## 使用國
- 苏联
- 俄羅斯